# モリオン

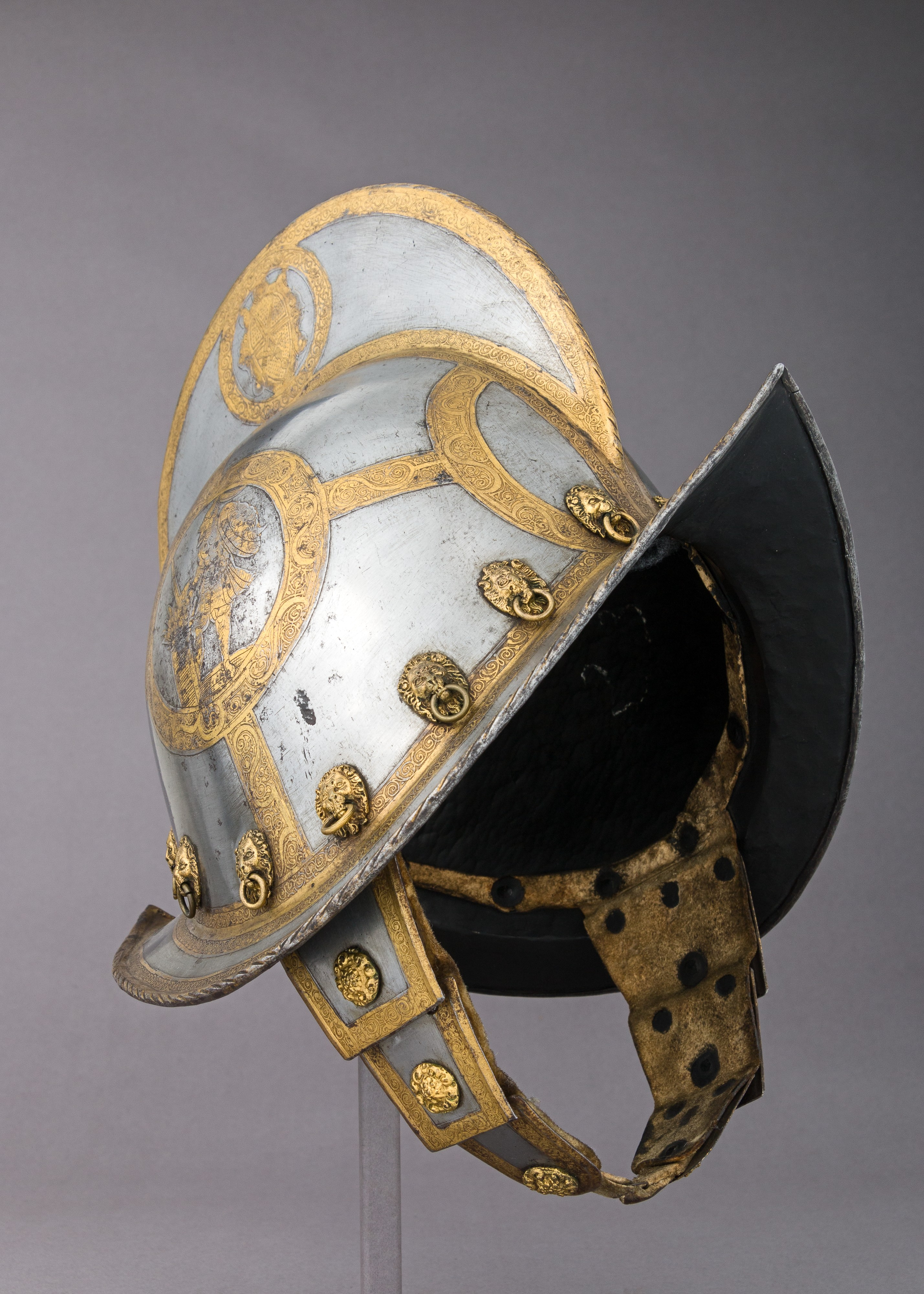
モリオン

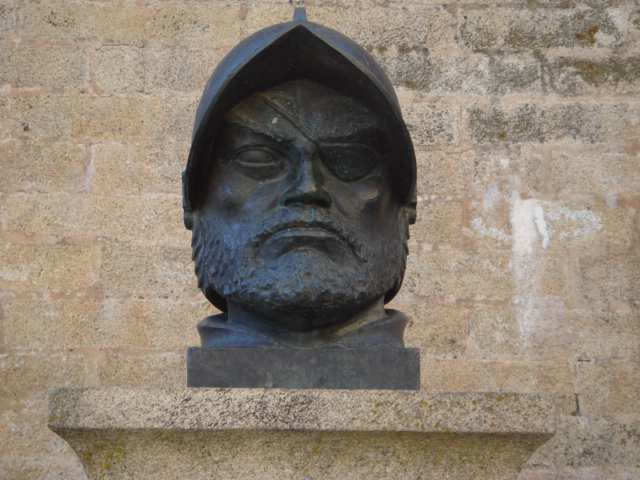
モリオンを着用したフランシスコ・デ・オレリャーナ

モリオン（スペイン語:Morrión, 英・独・仏: Morion）は、16世紀から18世紀にかけてヨーロッパ諸国で流行ったスペイン風の軍用兜。アーモンド型（洋梨とも）をしている鉢で、鍔の前後が尖っているのが特徴である。

## 歴史
生産が比較的に安価であったため、16世紀中葉からよく歩兵に使われるようになった。一般的にコンキスタドールの兜と思われがちだが、実際にモリオンがヨーロッパに広がるのはイングランド王エドワード6世が長槍兵の制服にしてからのことである。ちなみに、イングランド王国軍の間ではポット (Pot) と呼ばれていた。
安土桃山時代の日本にも南蛮貿易を通じてもたらされ、南蛮兜の名称で一部の武将たちに南蛮胴と揃いで愛用された。日本で使用される場合、シコロや眉庇を追加するなど、和風に改造されることが多い。
現代のバチカンのローマ教皇庁を守るスイス衛兵隊においても、装備として使われ続けている。